# Gummidipoondi
Gummidipoondi (o Gummidipundi, Gummudipoondi, Gummudipundi) è una suddivisione dell'India, classificata come town panchayat, di 16.116 abitanti, situata nel distretto di Tiruvallur, nello stato federato del Tamil Nadu. In base al numero di abitanti la città rientra nella classe IV (da 10.000 a 19.999 persone).

## Geografia fisica
La città è situata a 13° 24' 0 N e 80° 9' 0 E e ha un'altitudine di 10 m s.l.m..

## Società

### Evoluzione demografica
Al censimento del 2001 la popolazione di Gummidipoondi assommava a 16.116 persone, delle quali 8.432 maschi e 7.684 femmine. I bambini di età inferiore o uguale ai sei anni assommavano a 2.078, dei quali 1.098 maschi e 980 femmine. Infine, coloro che erano in grado di saper almeno leggere e scrivere erano 11.346, dei quali 6.533 maschi e 4.813 femmine.